# El señor Badanas
El señor Badanas es una obra de teatro en tres actos, escrita por Carlos Arniches y estrenada en el Teatro Infanta Isabel de Madrid el 19 de diciembre de 1930.

## Argumento
Saturiano Badanas es un funcionario de larga trayectoria y probada eficacia, que se ve en una difícil tesitura: A cambio del ascenso por parte del Sr. Ministro, debe tramitar la destitución de Carrascosa, otro empleado público que no guardó el debido respeto al jefe del departamento. Animado por su esposa Melitona, Saturiano cesa al desgraciado. Sin embargo, nunca pudo prever las consecuencias de su acción: Carrascosa no abandonará la puerta de la casa de Badanas en señal de protesta.

## Representaciones destacadas
- Teatro (estreno, en 1930). Intérpretes: José Isbert (Saturniano), Manuel Collado Montes (Carrascosa), María Bru (Melitona), Luis Manrique (Manteca), Ángela Vilar (Condesa de Mora Verde), Pedro González (Tristán), Isabel Garcés (Anita), Guadalupe Muñoz Sampedro (Herminia), Pedro F. de Cuenca (Sr. Ministro), José Soria (Adolfo).
- Televisión (Estudio 1, de Televisión española, 1980). Intérpretes: Quique Camoiras (Saturniano), Arturo López (Carrascosa), María Luisa Ponte (Melitona), Irene Daina (Duquesa de Puerto Viejo), Diana Salcedo (Condesa de Mora Verde), Emiliano Redondo (Tristán), Conchita Goyanes (Anita), María Isbert (Herminia), Serafín García (Sr. Ministro), Francisco Vidal (Luis).

## Versiones en cine
La película de Argentina El más infeliz del pueblo, dirigida por Luis Bayón Herrera y estrenada en 1941, está basada en El señor Badanas.